# Maman Amina Dione
Maman Amina Dione ou Maman Amina Ndione, née le 28 avril 1998 à Yeumbeul, est une karatéka sénégalaise.
Elle est médaillée d'or en kumite des moins de 68 kg ainsi qu'en kumite par équipe aux Championnats d'Afrique de karaté 2019 à Gaborone et médaillée de bronze en kumite par équipe aux Jeux africains de 2019 à Rabat.